# フォーエバー・ロード
『フォーエバー・ロード』（原題: Leaving Normal）は、エドワード・ズウィック監督による1992年のアメリカ合衆国の映画である。
日本では劇場公開されず、ビデオソフトが発売されたのみである。

## ストーリー
暴力的な夫カートとの生活に疲れ切ったマリアンと、変わり映えのない毎日に飽き飽きしていたウェイトレスのダーリー。田舎町ノーマルで鬱屈した生活を送っていた2人の女性が偶然に出会い、共に新天地アラスカを目指して旅に出る。

## キャスト
- マリアン - メグ・ティリー
- ダーリー - クリスティーン・ラーティ
- ハリー - レニー・フォン・ドーレン
- レオン - モーリー・チェイキン
- 66 - パトリカ・ダーボ
- ウォルト - ジェームズ・ギャモン
- エミリー - イヴ・ゴードン
- リッチ - ジェームズ・エックハウス
- カート - ブレット・カレン
- 看護師 - ルターニャ・アルダ